# Livrea DPR

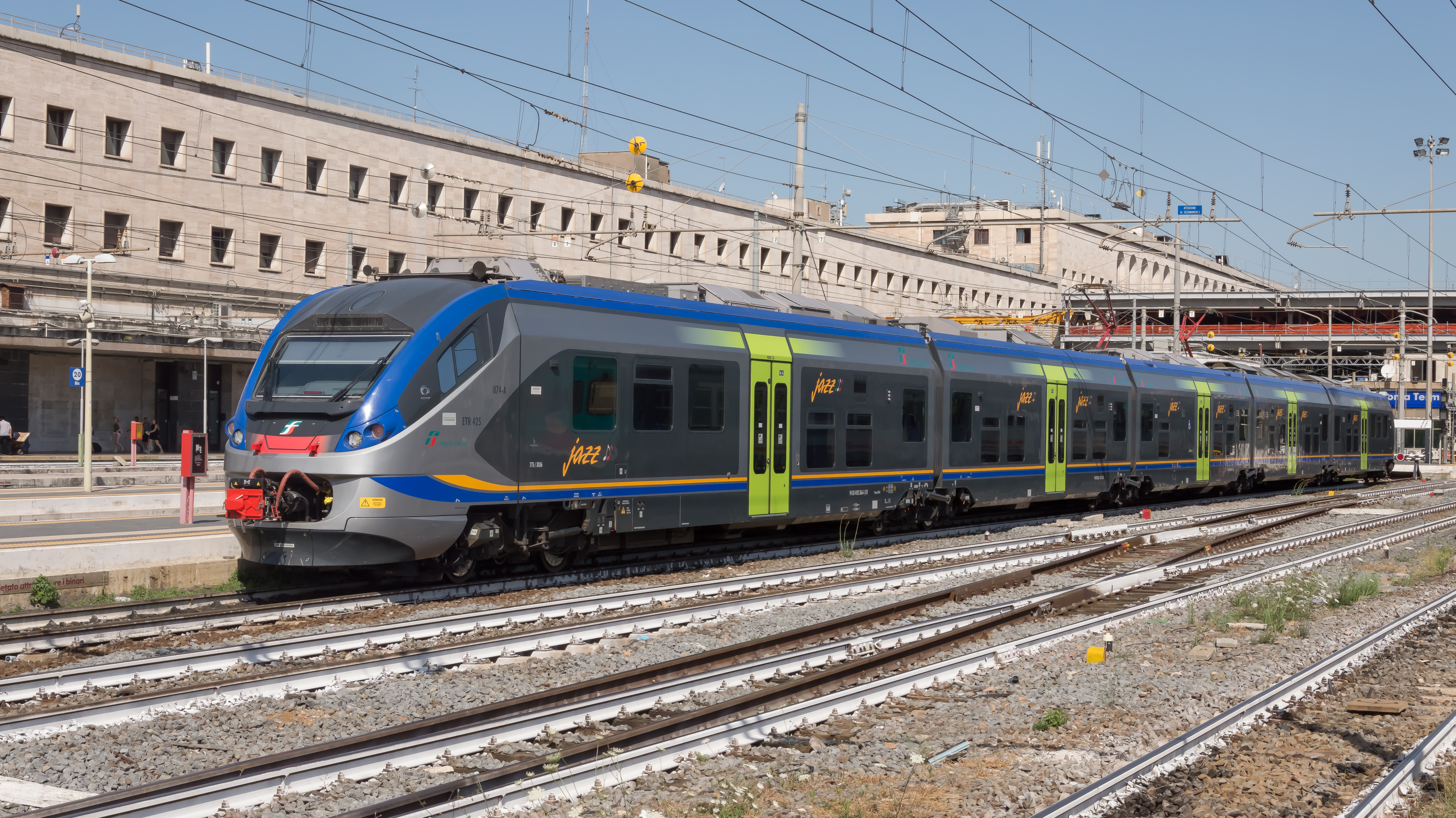
Un convoglio Jazz in livrea DPR alla stazione di Roma Termini (2017)

La livrea DPR (Direzione Passeggeri Regionale) è la livrea utilizzata per i treni regionali e gli autobus interurbani gestiti rispettivamente da Trenitalia e Busitalia a partire dal 2014, da Ferrovie del Sud Est a partire del 2019, sia sugli autobus interurbani che sui treni regionali, e da Trenitalia Tper a partire dalla sua fondazione nel 2020. Per Trenitalia, questa livrea ha sostituito la precedente XMPR, per Ferrovie del Sud Est ha preso il posto della livrea rosso-nera Nicolaus mentre per Trenitalia Tper ha preso il posto della livrea rossa-bianco-verde. A partire dal 2024 la livrea è in fase di dismissione, sostituita dalla nuova livrea Regionale.
Viene erroneamente chiamata anche DTR in riferimento alla vecchia denominazione di Divisione Trasporto Regionale caduta in disuso nel 2006.
Essa è basata sul colore grigio, con una fascia nera in corrispondenza dei finestrini, mentre due altre fasce, blu e gialla, sono poste nella parte bassa della cassa. Le porte sono di color verde limetta ad eccezione di alcuni convogli dove sono giallo senape. La stessa livrea, oltre ad essere utilizzata da Trenitalia, è utilizzata anche presso le società delle Ferrovie dello Stato:  Busitalia - Sita Nord, Ferrovie del Sud Est e Trenitalia Tper.
Ad oggi l'unica locomotiva ad aver ricevuto la livrea DPR è la E.464.
La livrea DPR ha sostituito la XMPR solo sui treni regionali; per i treni a lunga percorrenza che in precedenza utilizzavano i colori XMPR (per esempio gli InterCity diurni) sono state ideate nuove livree dedicate.

## Mezzi coinvolti

### Trenitalia
- ATR 365/465;
- ETR 324/425/526 Jazz;
- ALe/ALn 501 - ALe/ALn 502 Minuetto;
- ETR 103/104 Pop;
- ETR 421/521/522/621 Rock;
- ATR 220 Tr Swing;
- Treno Alta Frequentazione;
- E.464;
- Carrozze Vivalto;
- Carrozze Medie Distanze (MDVC e MDVE);
- Automotrice FCU ALn 776.

### Ferrovie del Sud Est
- ATR 220 Swing;
- ETR 322[2];
- ETR 104 Pop;
- Autobus più recenti della flotta.

### Trenitalia Tper
- ETR 103/104 Pop;
- ETR 421/521/522/621 Rock.

## Caratteristiche
I colori della livrea DPR si basano sulle scale di colori RAL e Pantone e sono delle tonalità di argento, gommagutta, blu marino, rosso mattone. Per i vestiboli, in base al rotabile, si fa uso di un colore arancio o verde lime.

## Galleria d'immagini

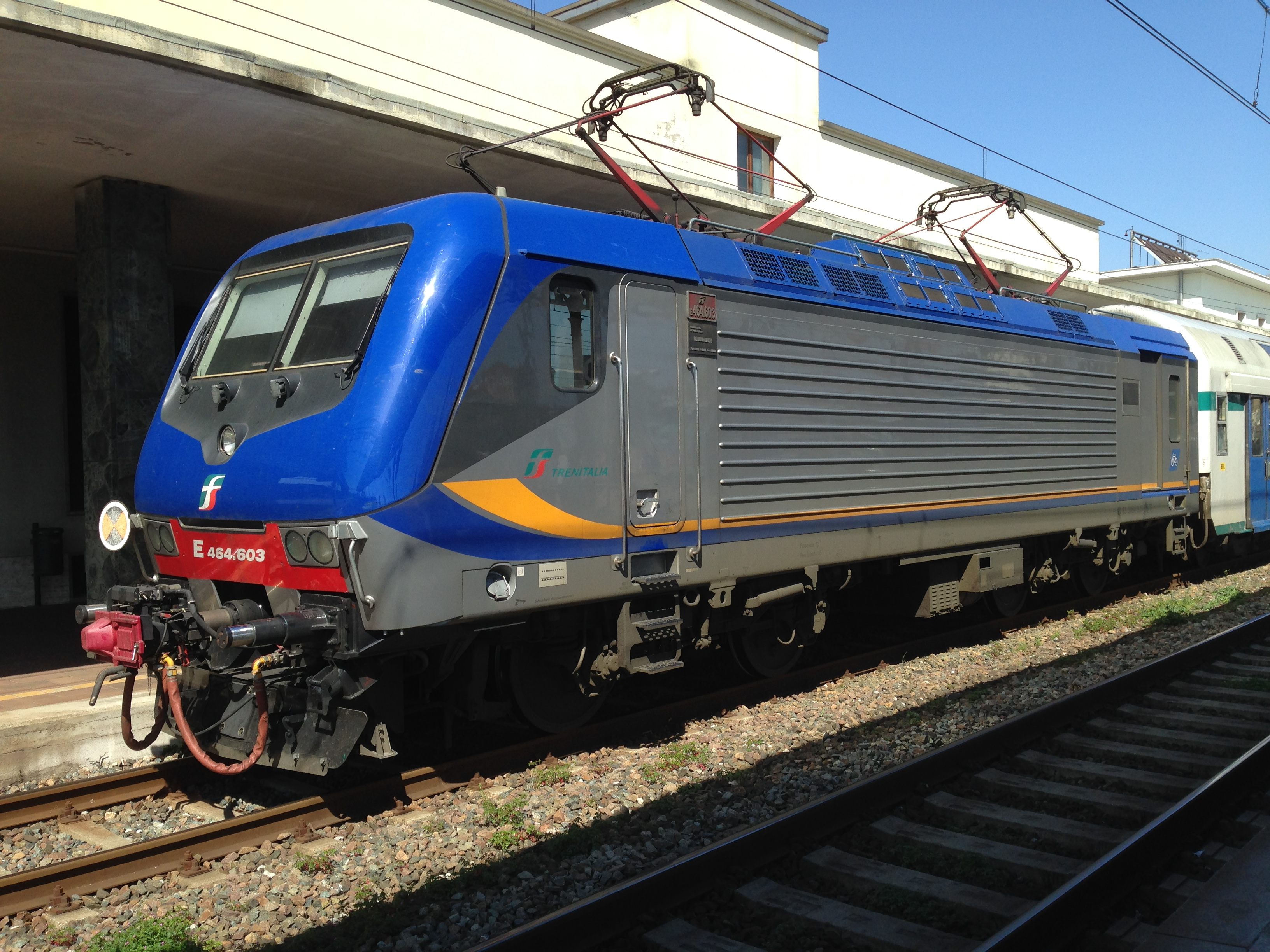
Locomotiva FS E.464 di Trenitalia in livrea DPR
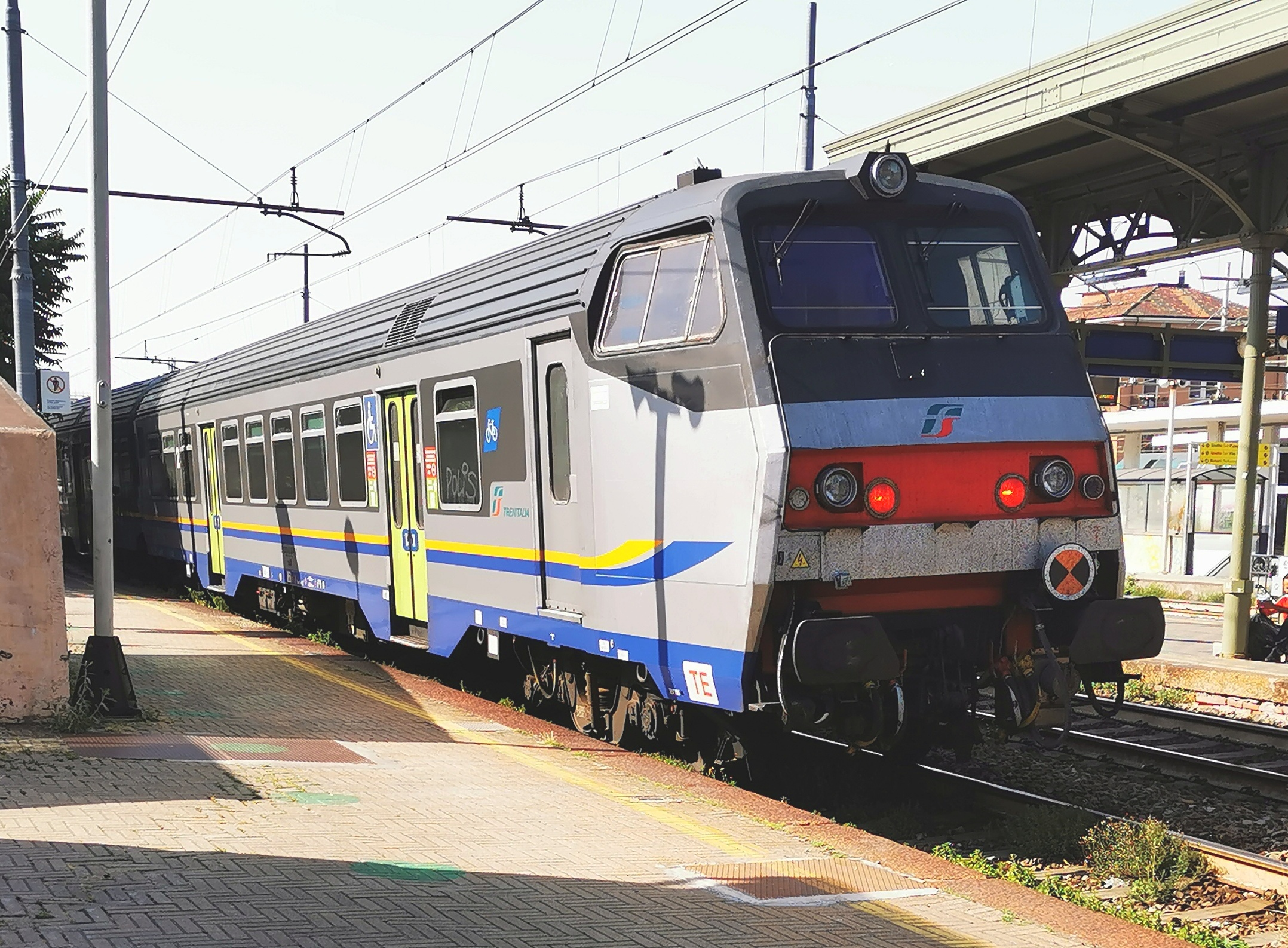
Carrozza MDVC semipilota di Trenitalia in livrea DPR
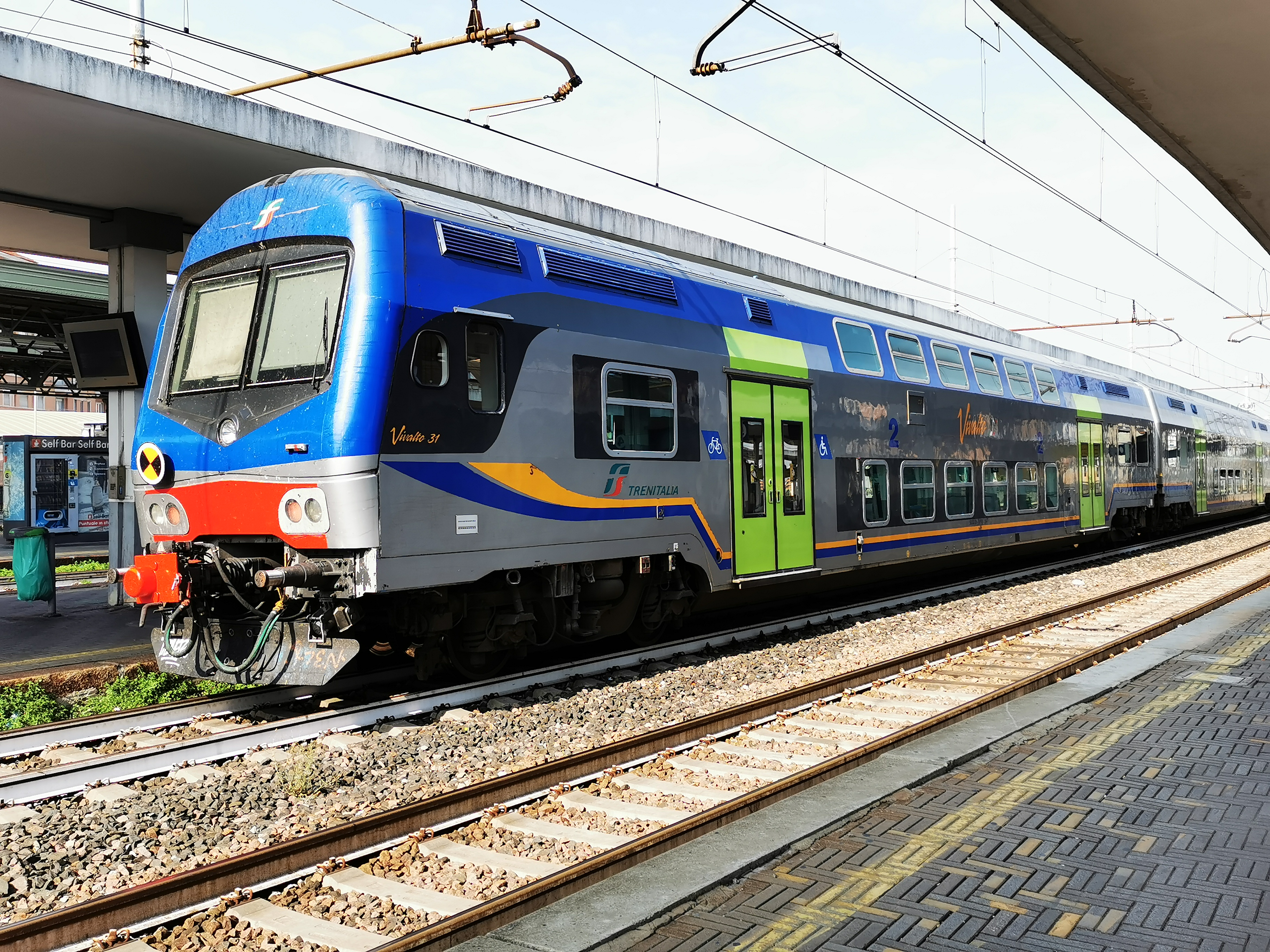
Carrozza Vivalto di Trenitalia in livrea DPR
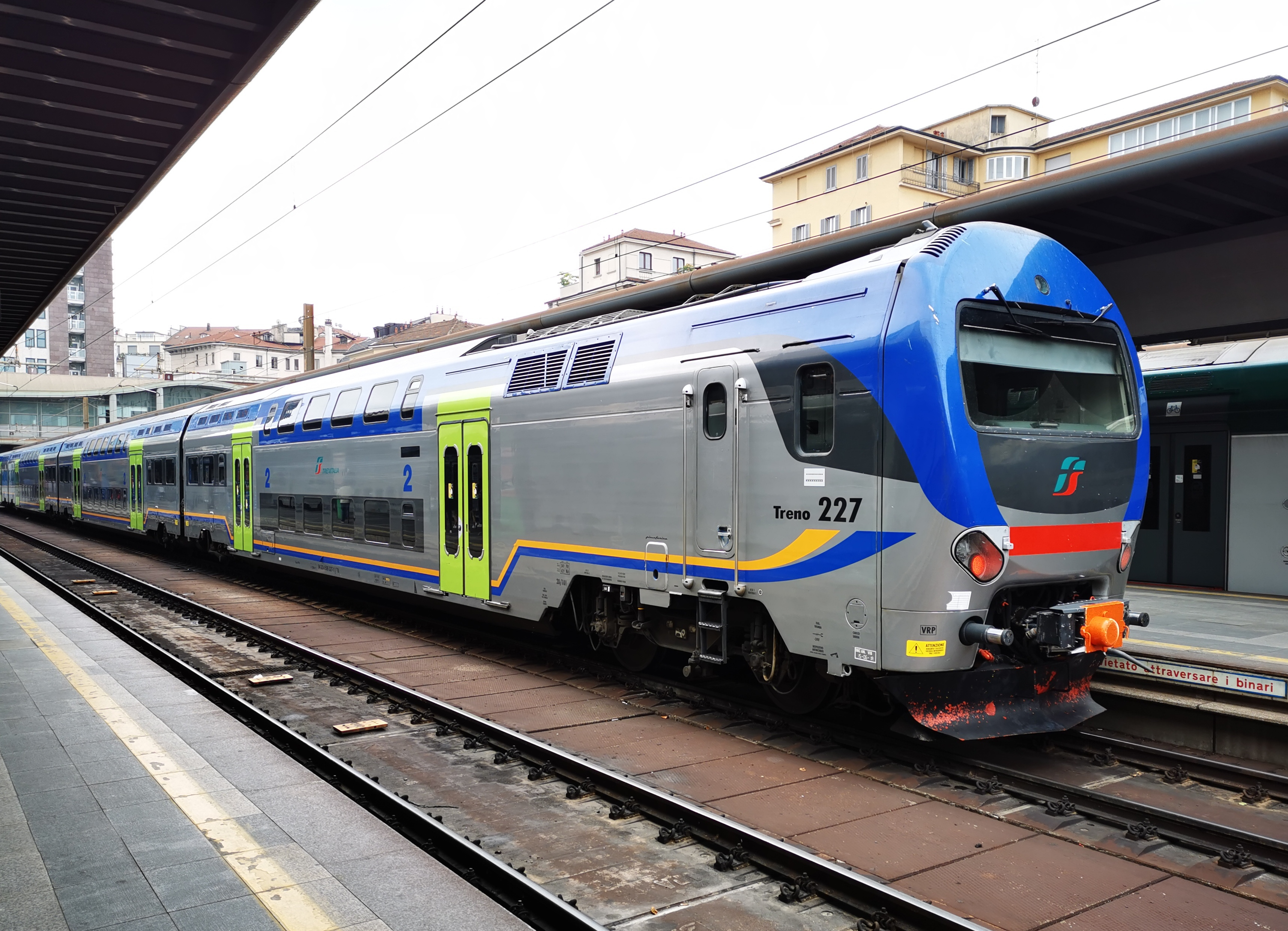
Treno Alta Frequentazione di Trenitalia in livrea DPR
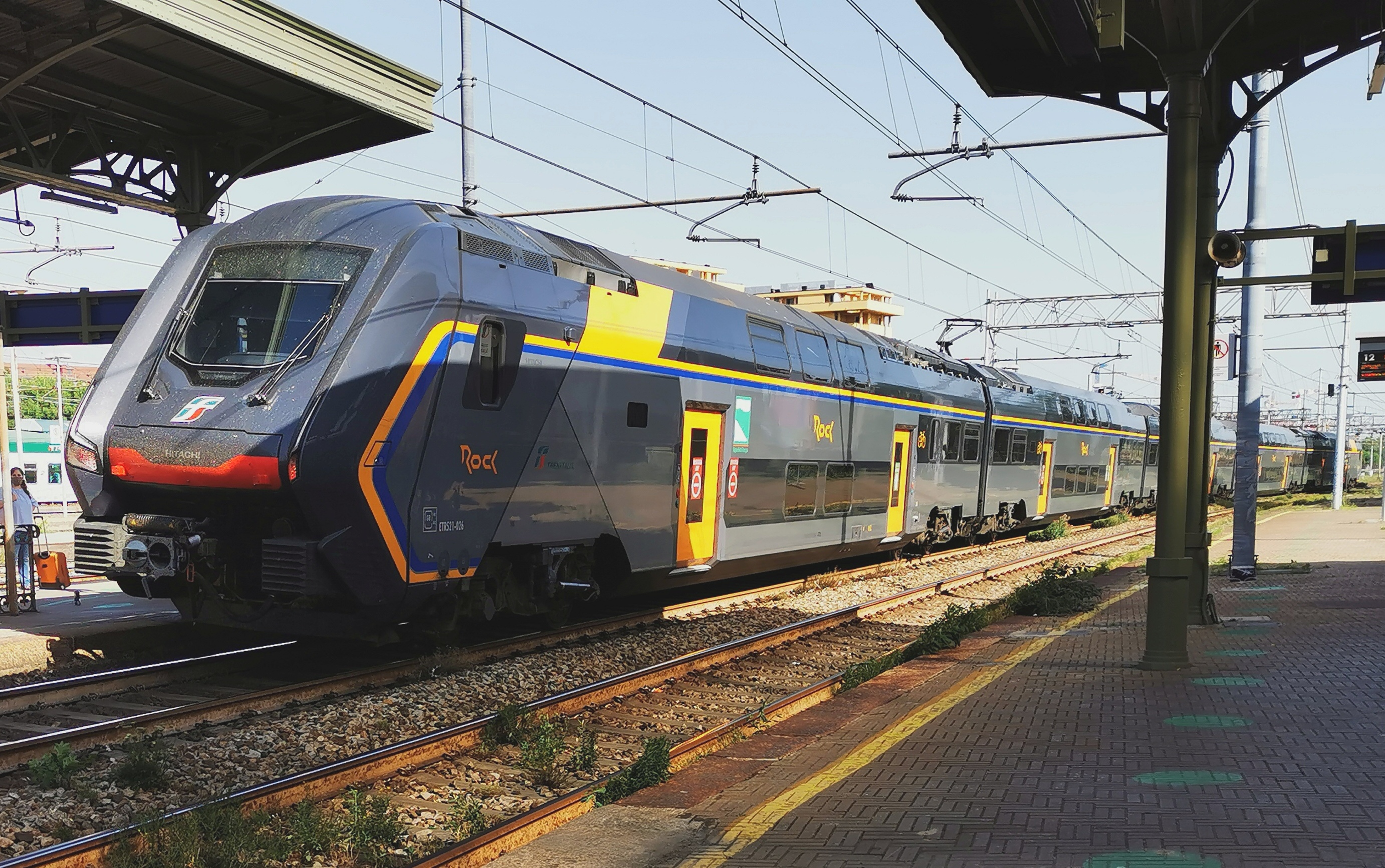
Elettrotreno Hitachi Rock di Trenitalia in livrea DPR
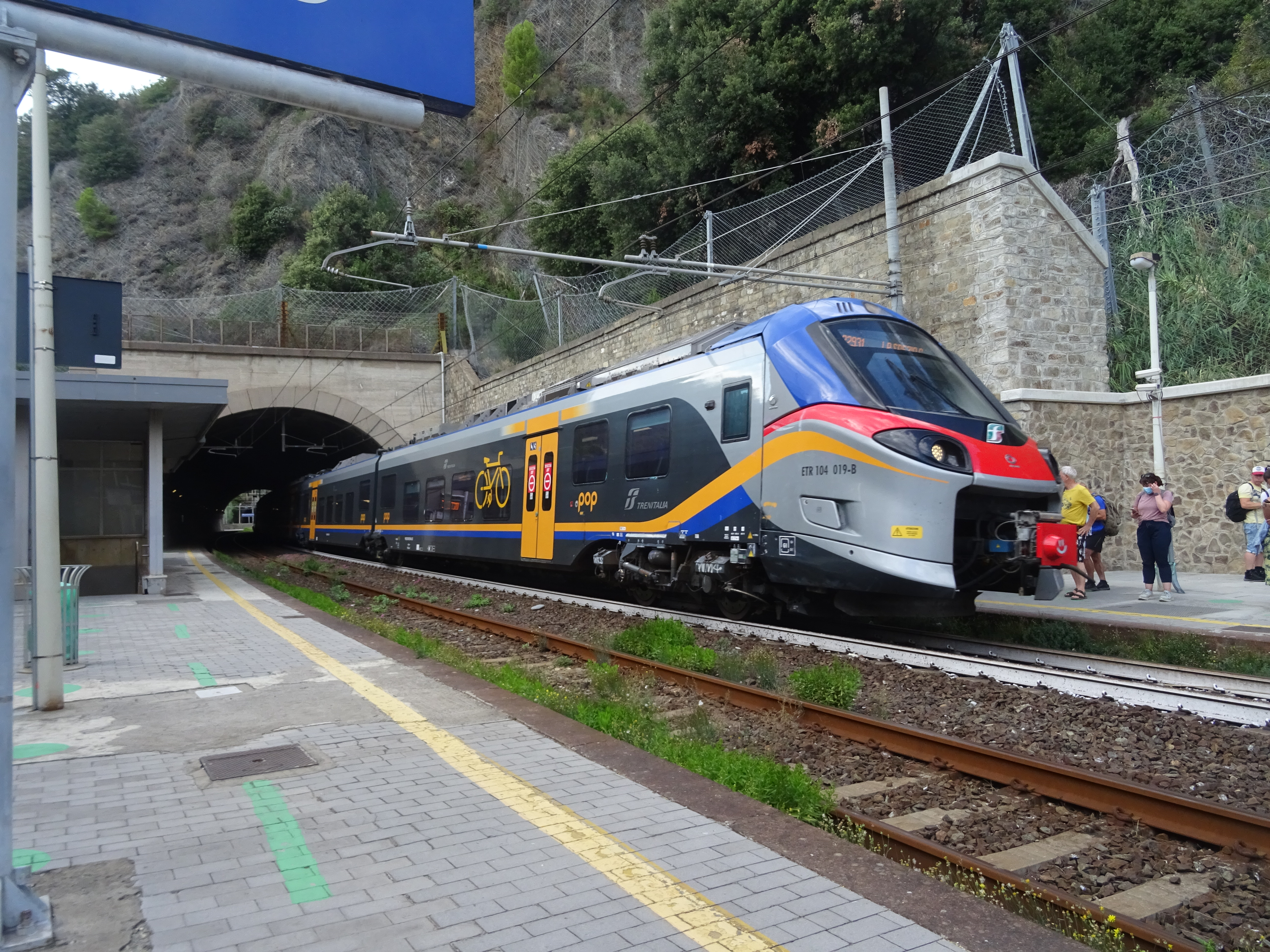
Elettrotreno Alstom Pop ETR 104 di Trenitalia in livrea DPR
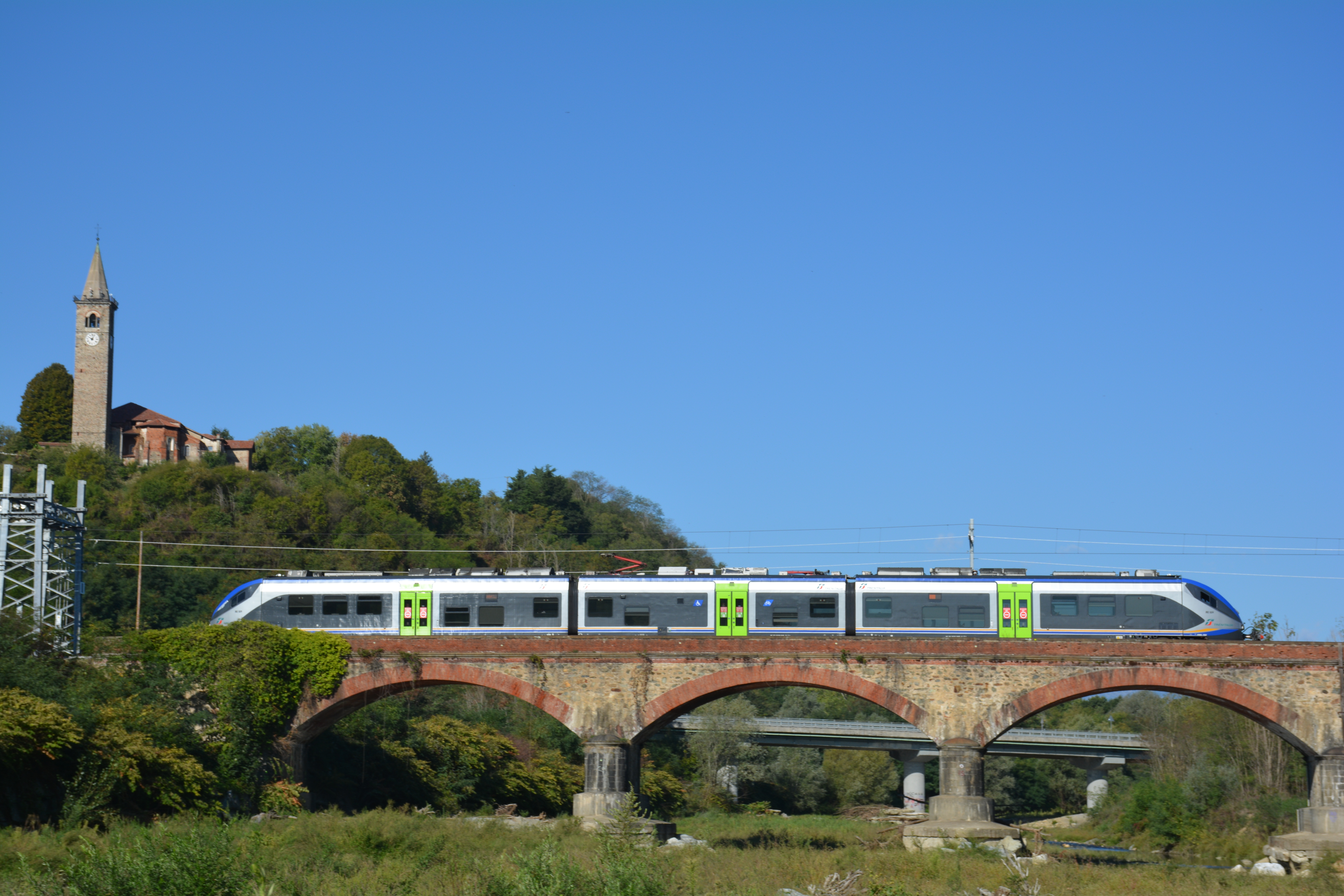
Elettrotreno ALe 501/502 "Minuetto" di Trenitalia in livrea DPR
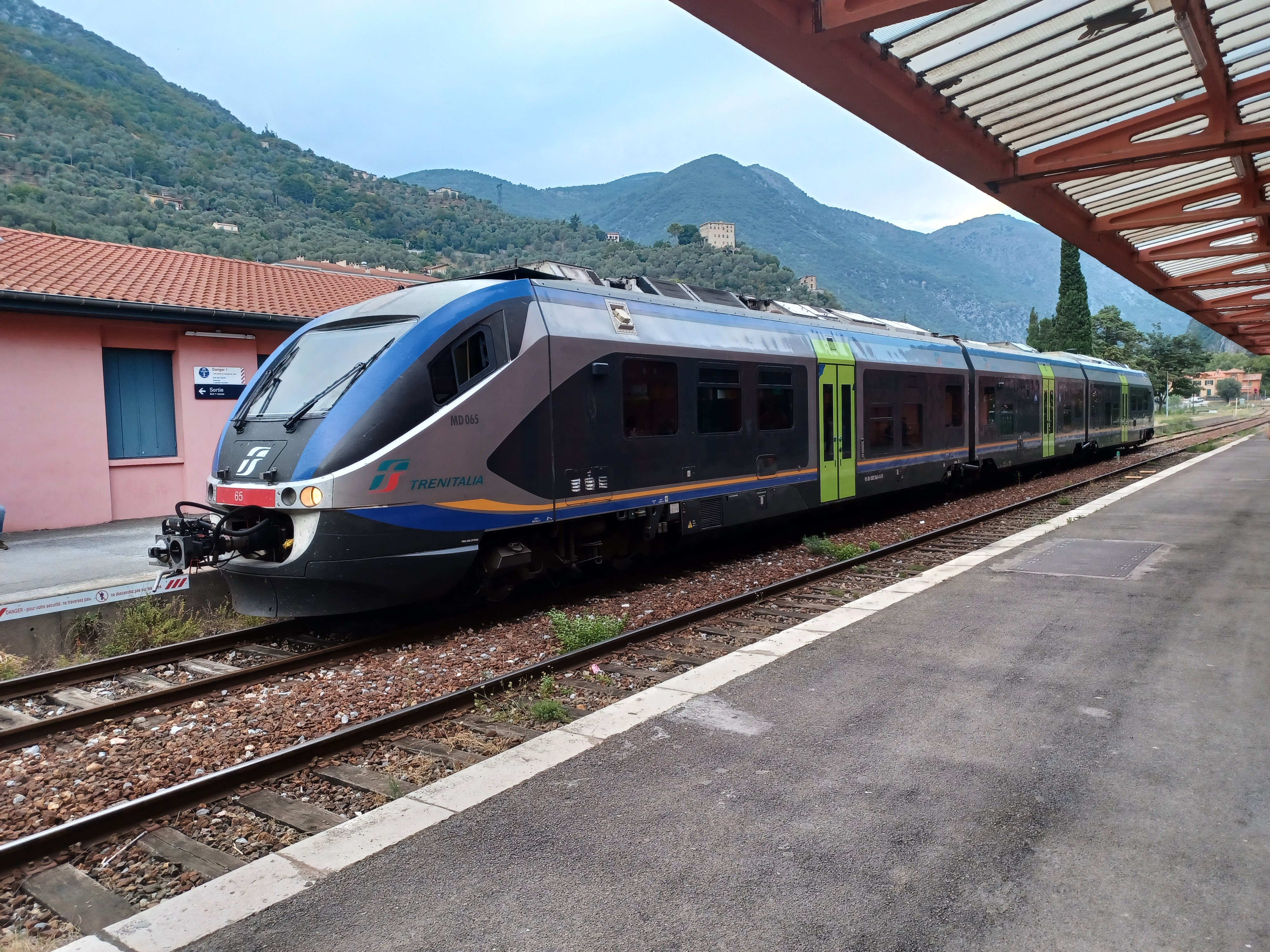
Autotreno ALn 501/502 "Minuetto" di Trenitalia in livrea DPR
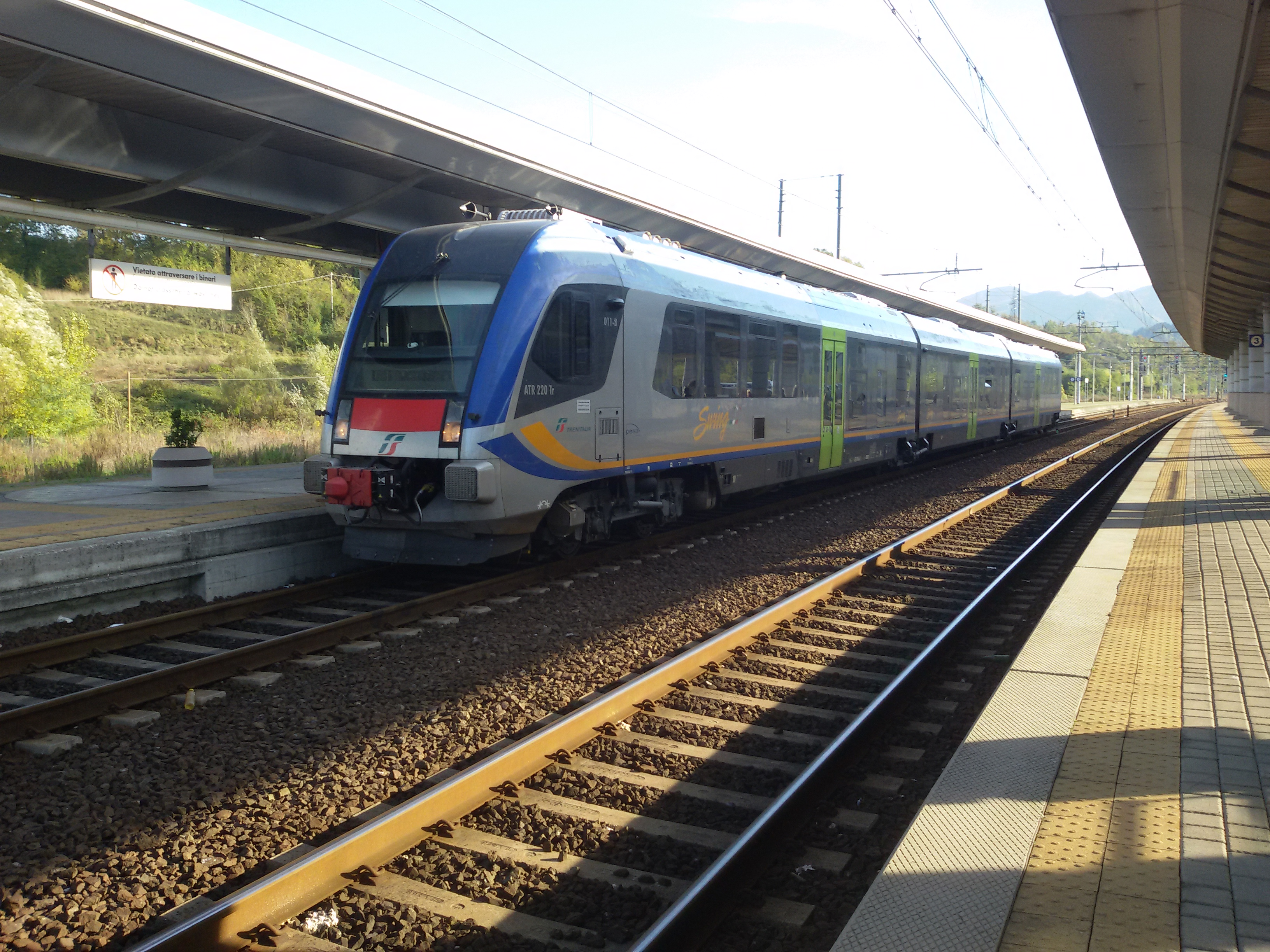
Autotreno ATR 220 Tr[4] "Swing" di Trenitalia in livrea DPR
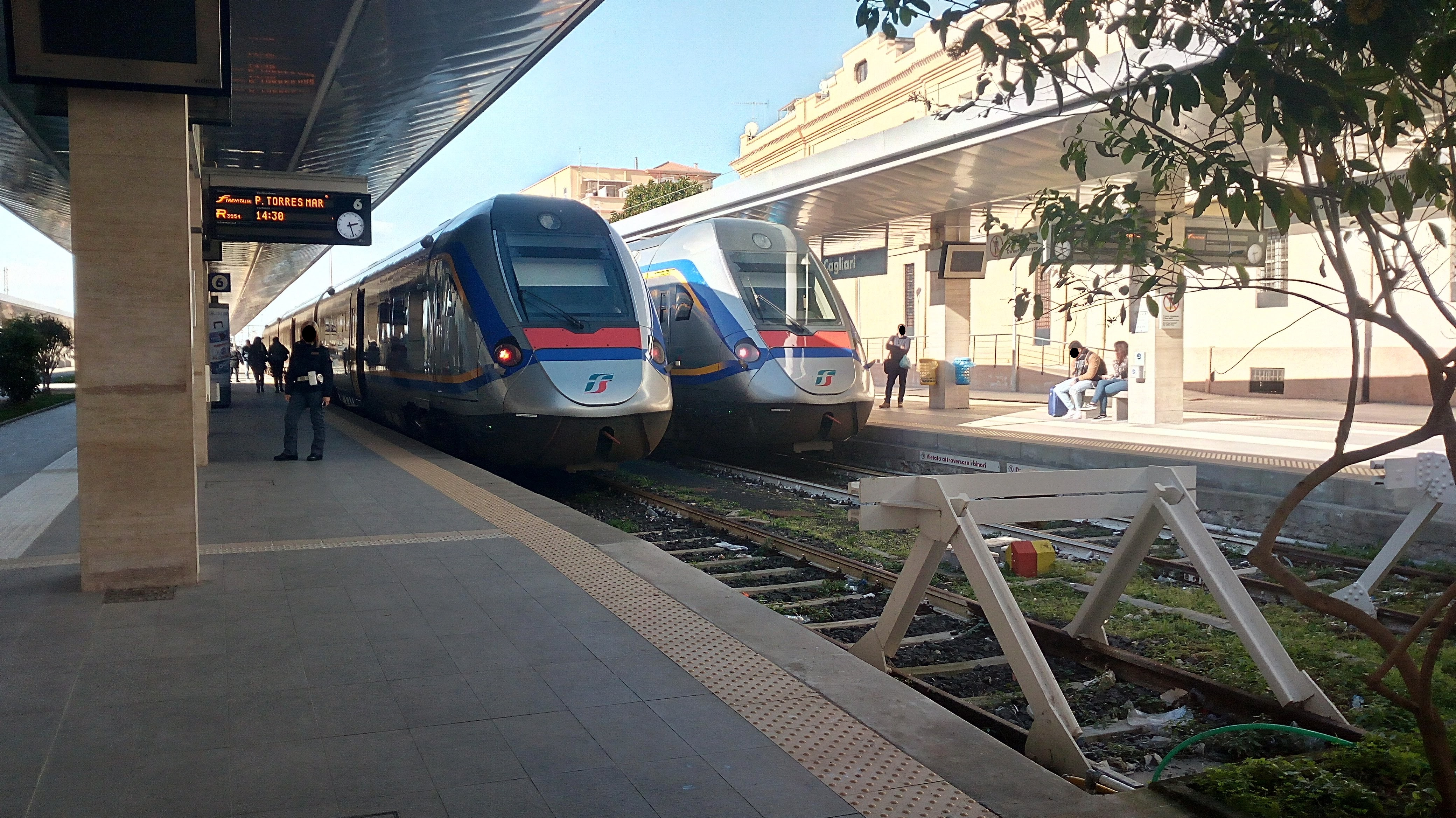
Autotreni ATR 365 di Trenitalia in livrea DPR
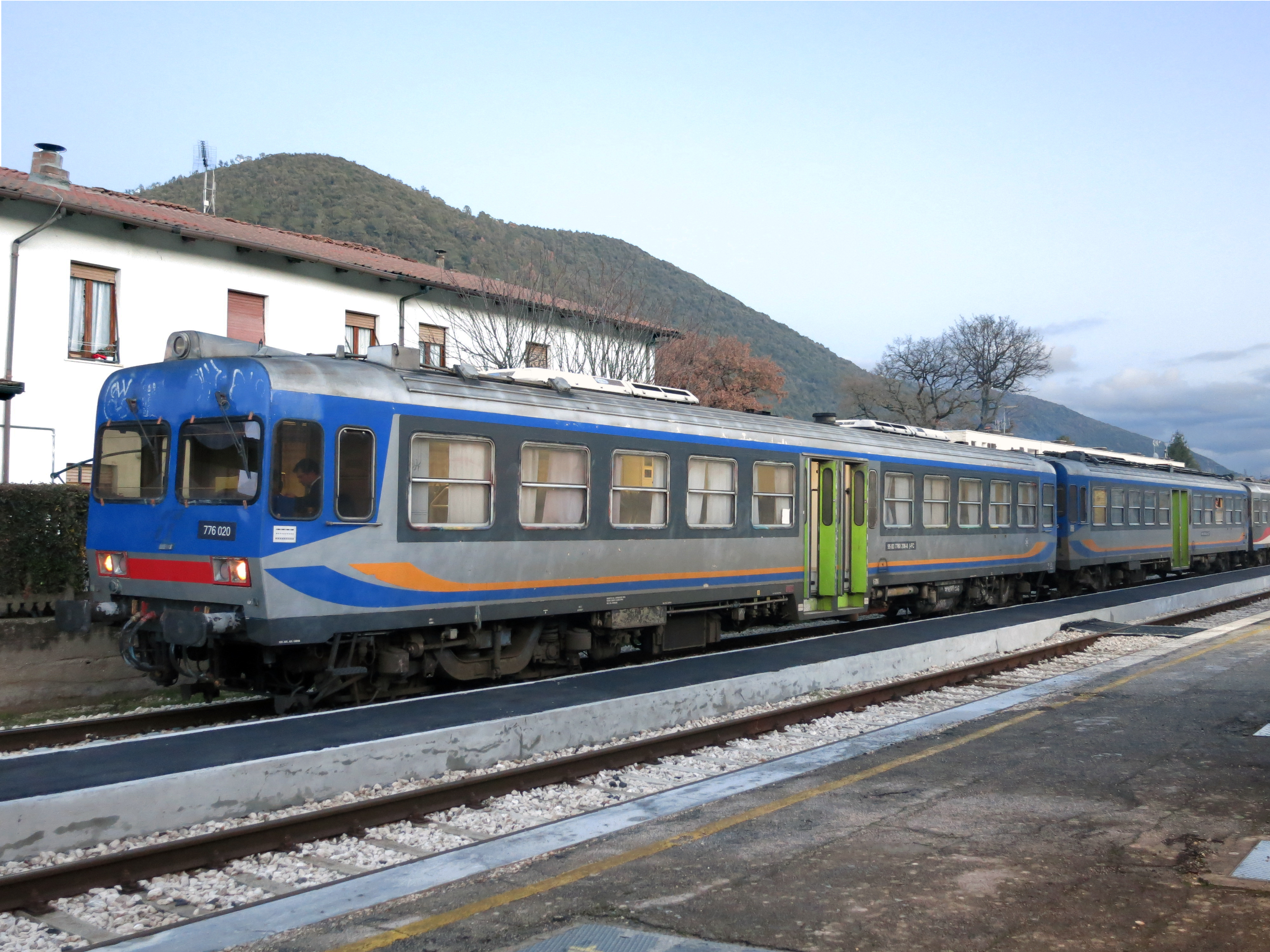
Automotrice ALn 776 di Trenitalia in livrea DPR
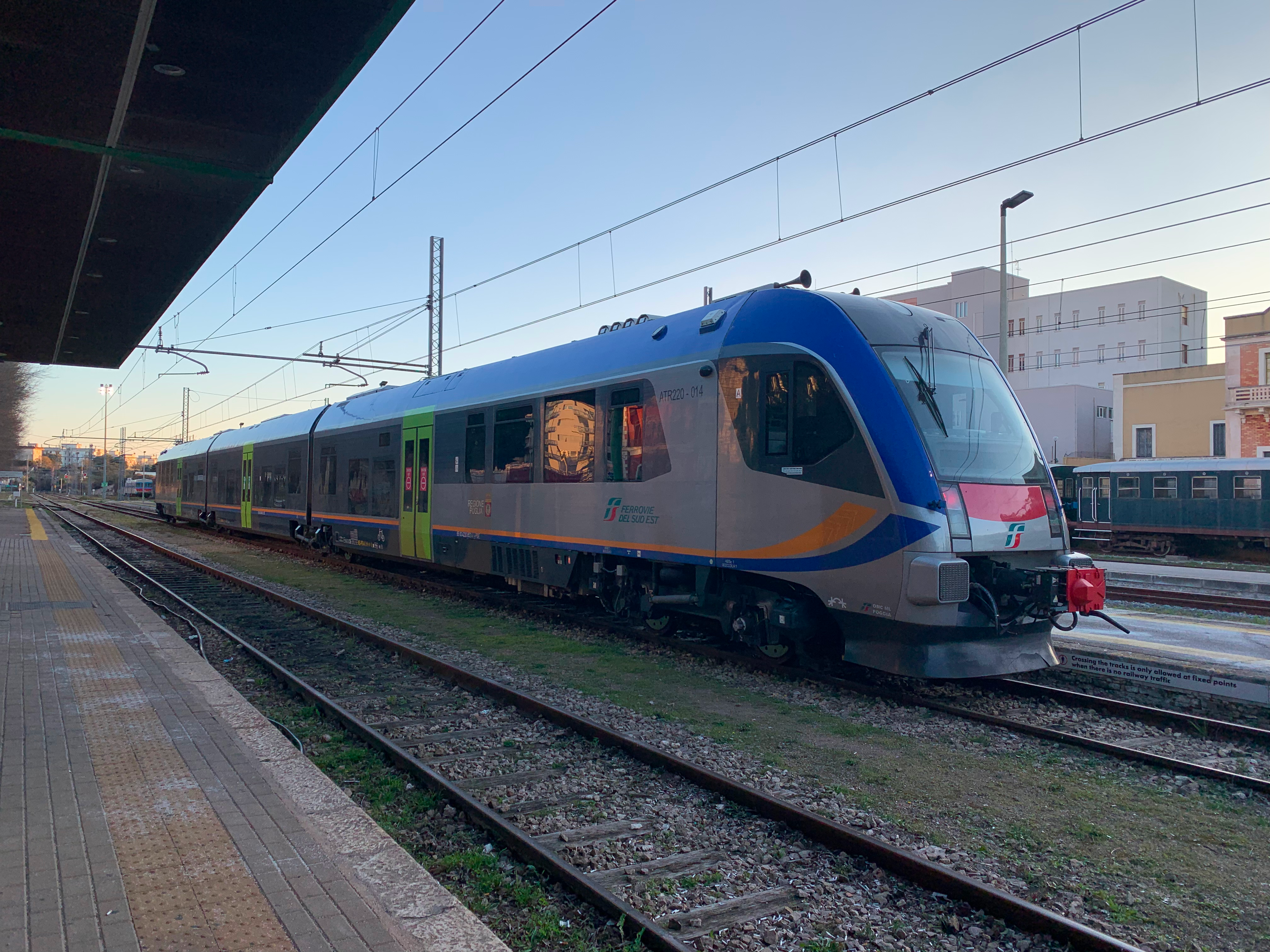
Autotreno ATR 220 "Swing" di Ferrovie del Sud Est in livrea DPR
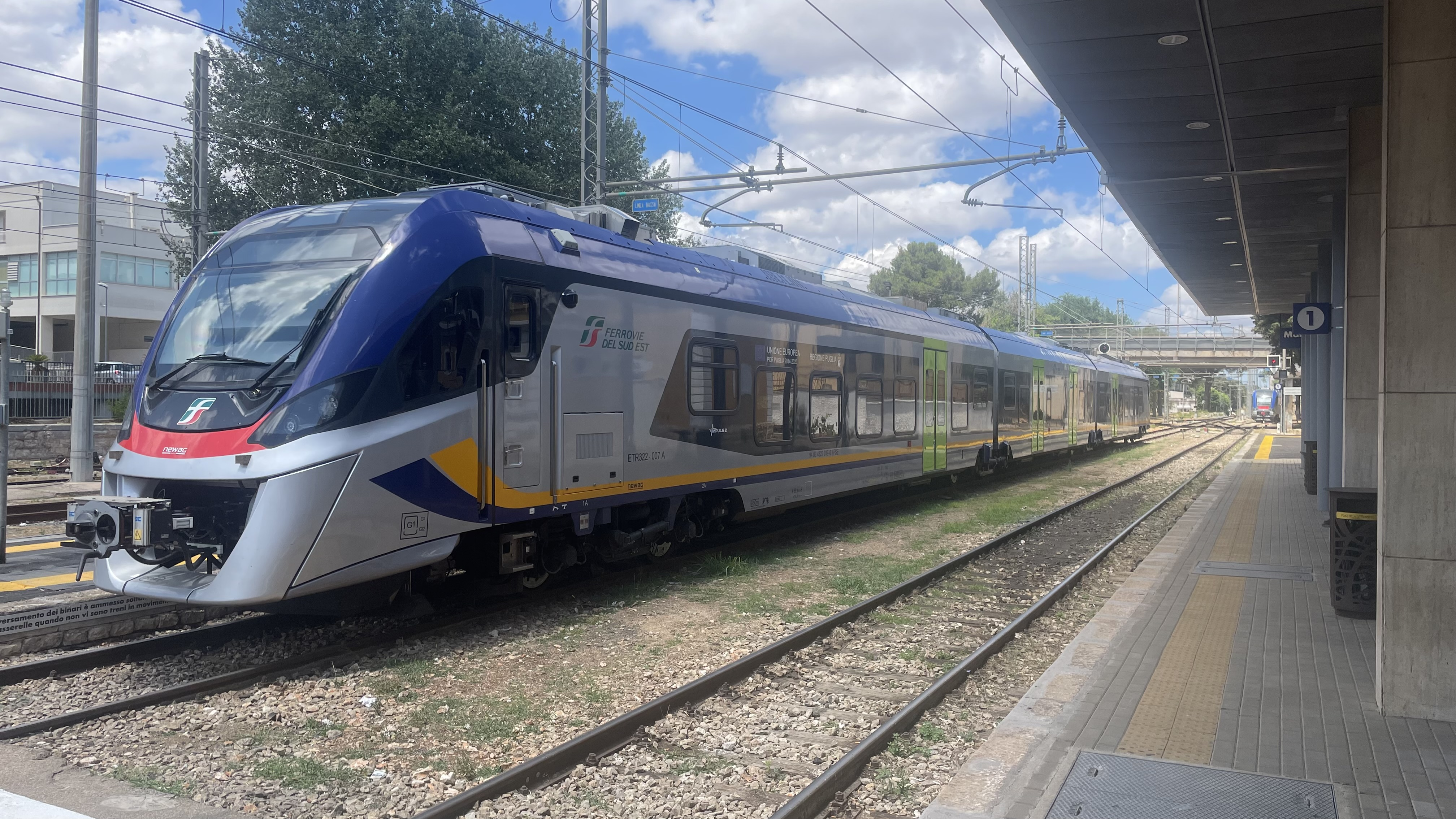
Elettrotreno ETR 322 di Ferrovie del Sud Est in livrea DPR
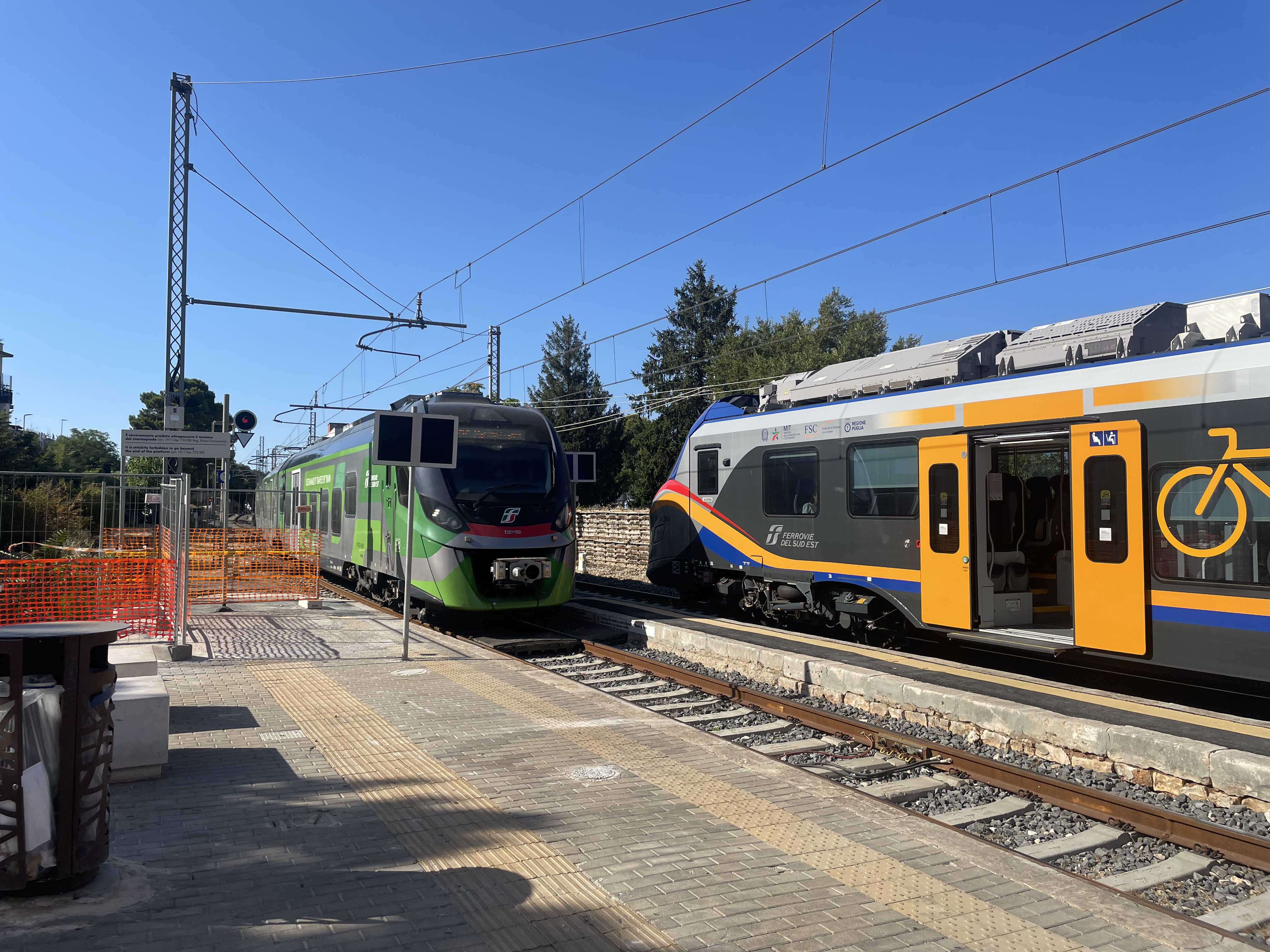
Elettrotreno ETR 322 di Ferrovie del Sud Est in una variante della livrea DPR La sostenibilità viaggia in treno ed Alstom Pop ETR 104 di Ferrovie del Sud Est in livrea DPR
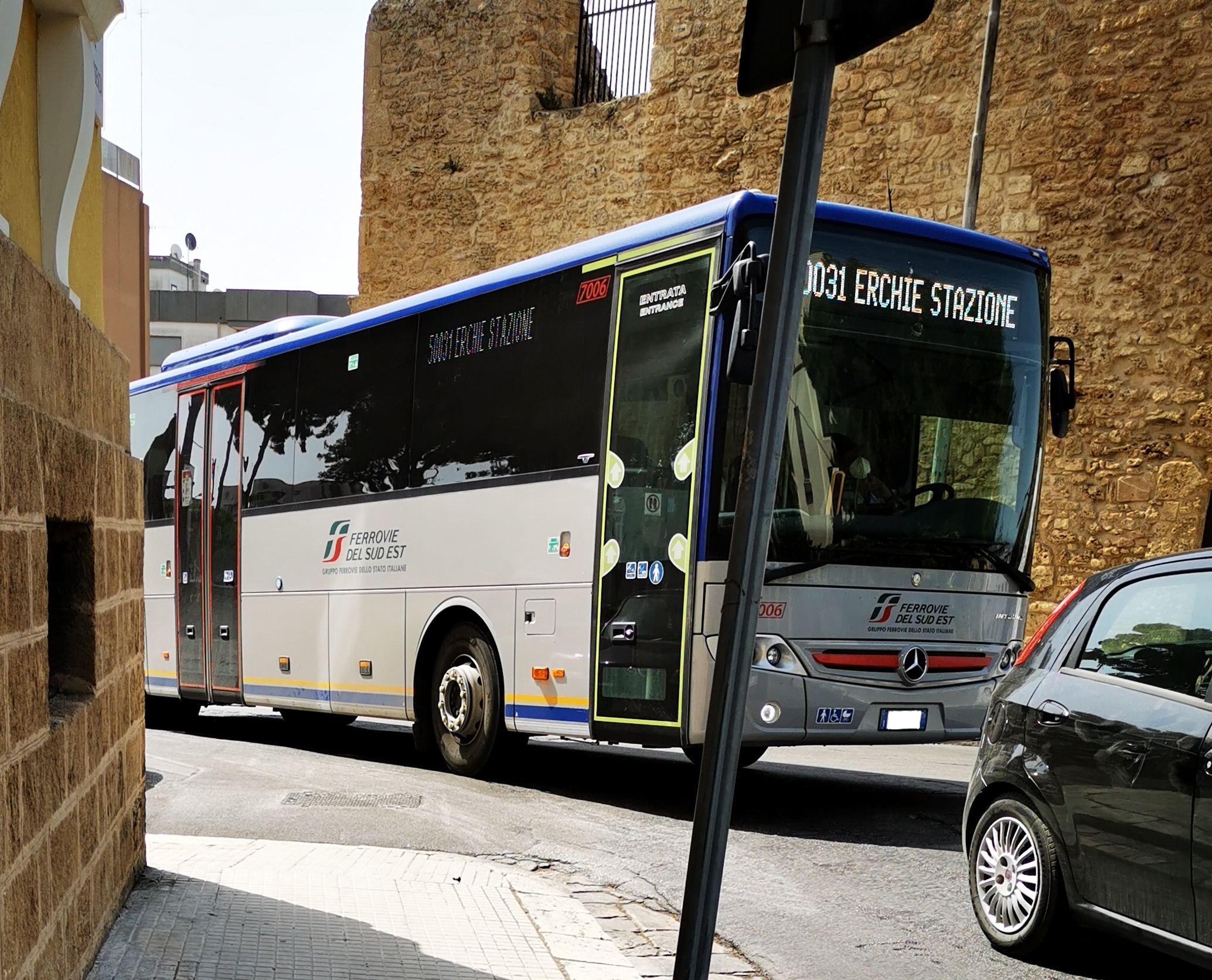
Autobus di Ferrovie del Sud Est in livrea DPR
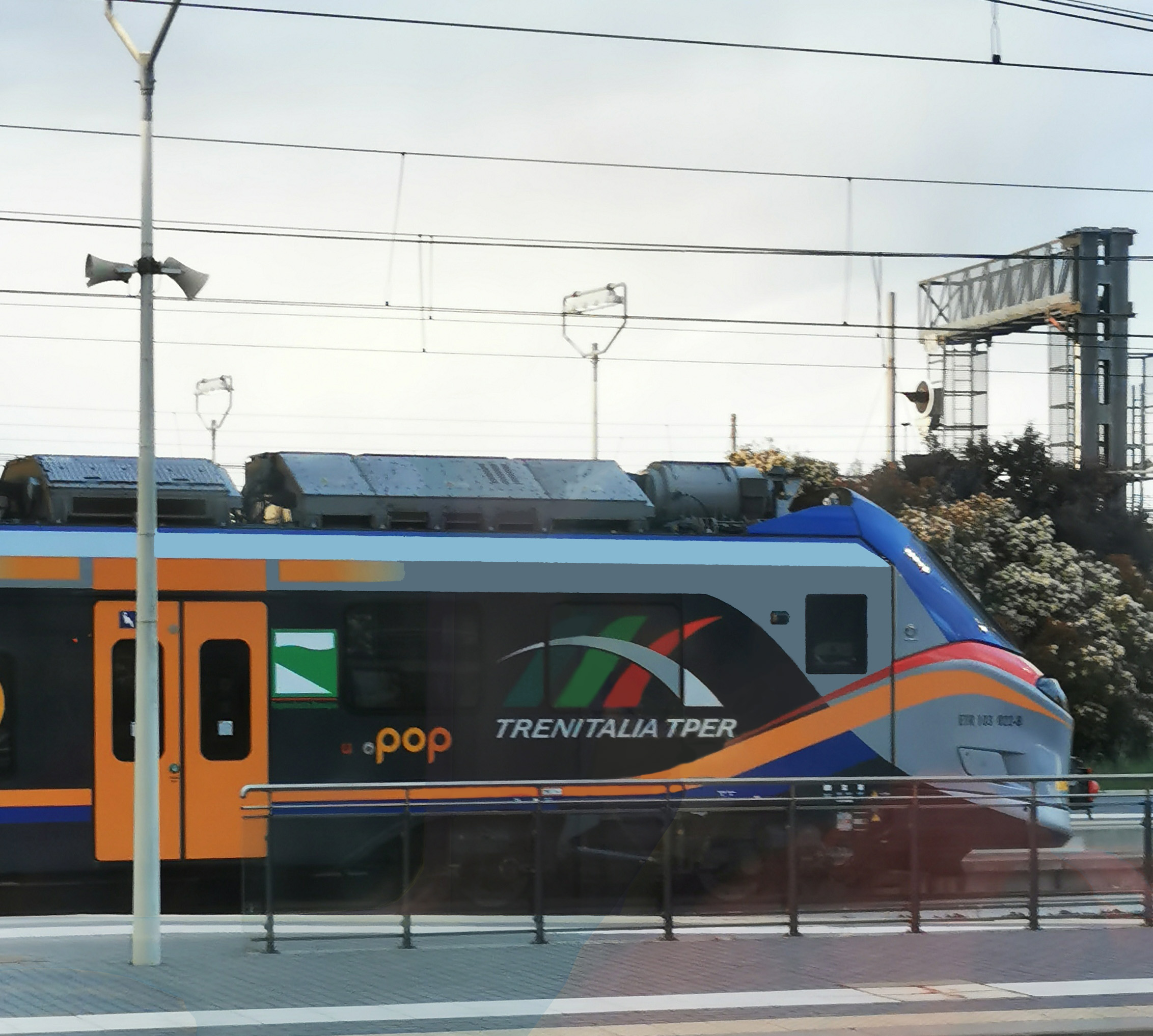
Elettotreno Alstom Pop ETR 103 di Trenitalia Tper in livrea DPR